# Leaburu
Leaburu es una localidad y municipio español situado en la parte central de la comarca de Tolosaldea, en la provincia de Guipúzcoa, comunidad autónoma del País Vasco. Limita al norte con los municipios de Tolosa, Ibarra y Belaunza; al este con Gaztelu; al sur con Lizarza y Alzo y al oeste con Tolosa.

## Geografía
El municipio se encuentra en las estribaciones del monte Erroispe y entre los valles del río Araxes y de Berástegui.

### Barrios
Componen el municipio dos barrios de fuerte personalidad, Leaburu y Txarama.

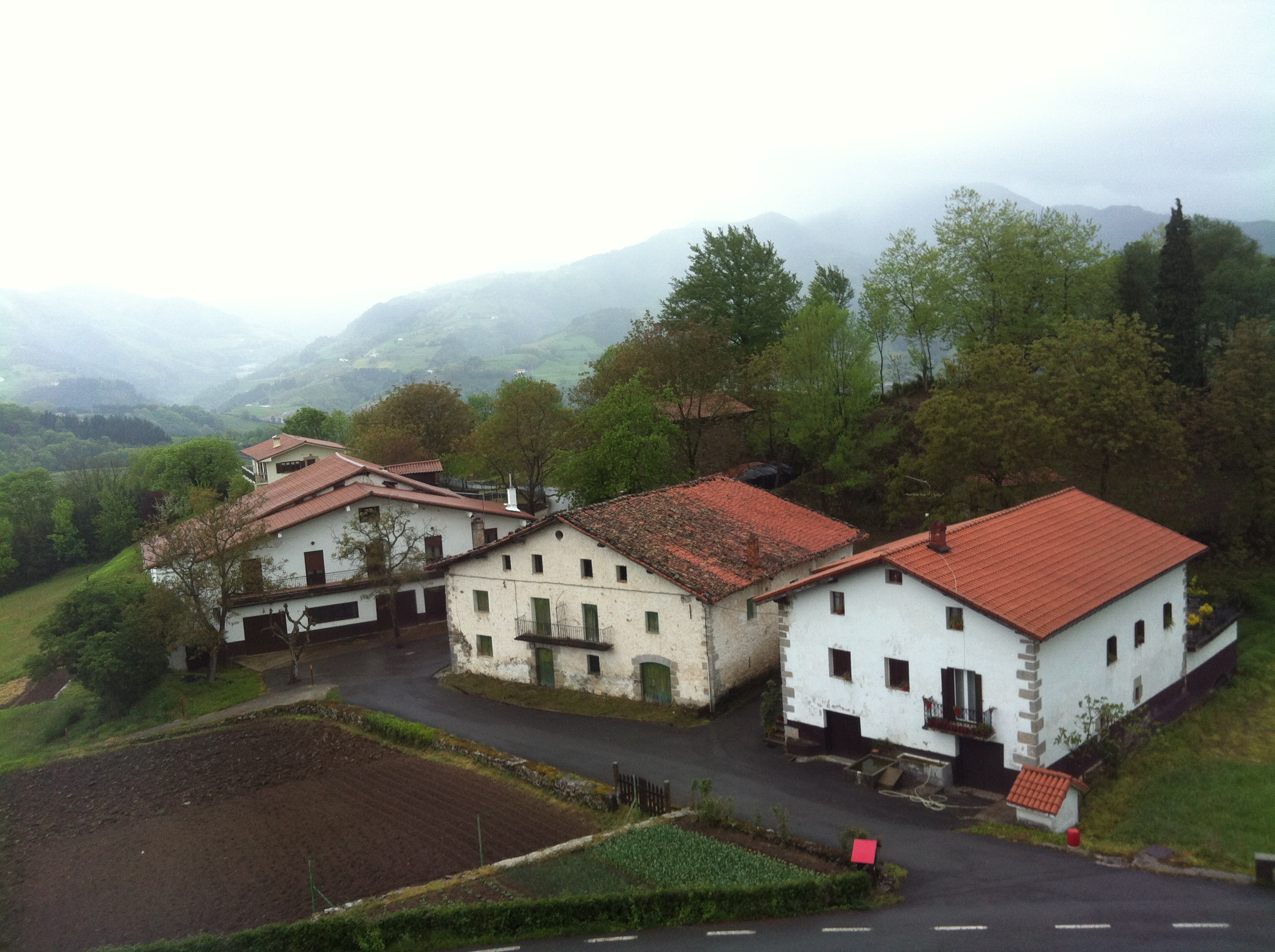
Vista de Leaburu

Leaburu es el núcleo original del municipio; se trata de un pequeño núcleo rural situado a media ladera entre los valles del Araxes y de Berastegi. Está formado por unas pocas casas en torno a la iglesia parroquial y el ayuntamiento y por un hábitat disperso de caseríos en torno al núcleo del pueblo, tal y como es característico del medio rural guipuzcoano.
El barrio de Txarama se sitúa en el fondo del valle del río Araxes. En origen fue una agrupación de caseríos cercanos al puente de Oleta, situado en el camino que iba de Leaburu a Alzo y que además era el primer puente que atravesaba el Araxes aguas arriba de Tolosa. En el siglo XIX se instaló en Txarama la Papelera del Araxes, lo que dio un carácter fabril al barrio, que perdura aún hoy en día. El barrio se extiende a lo largo de la carretera N-130 y del valle. Tiene casas de varios pisos y en la actualidad se ha convertido prácticamente en un barrio de Tolosa.

## Historia
Leaburu se unió a la villa de Tolosa en 1374. Esta unión fue confirmada en 1379 por el rey Juan II de Castilla en las Cortes de Burgos. A pesar de depender en muchos aspectos de la villa tolosana, Leaburu mantuvo sus límites amojonados y disfrutaba de sus montes y de una administración económica independiente.
A pesar de varios intentos de desanexión, ésta no se produjo hasta mediados del siglo XIX cuando, en virtud de la ley de ayuntamientos, Leaburu se convirtió en municipio con alcalde propio.
Hacia mediados del siglo XIX, el lugar, ya por entonces con ayuntamiento pero aún sujeto al de Tolosa, tenía contabilizada una población de 180 habitantes. Aparece descrito en el décimo volumen del Diccionario geográfico-estadístico-histórico de España y sus posesiones de Ultramar de Pascual Madoz con las siguientes palabras:

LEABURU: l. en la prov. de Guipúzcoa, part. jud. de Tolosa (1/2 leg.), aud. terr. de Burgos, c. g. de las Provincias Vascongadas, dióc. de Pamplona (10 1/2): tiene ayunt. por sí, aunque sujeto al de Tolosa. Está sit. en la direccion de N. á S. sobre el monte de su nombre; clima templado y sano: se compone de 28 casas, la municipal, cárcel, varios cas., igl. parr. (San Pedro), de entrada, servida por 1 rector, 1 beneficiado y 1 sacristan lego, ermita bajo la advocacion de San Sebastian, y cementerio. Dentro de la pobl. hay una fuente mineral, y otra de aguas cristalinas y puras, de cuya clase brotan 4 en el térm. Confina N. Belaunza y Berrobi; E. Gaztelu; S. Lizarza, y O. Tolosa; siendo su estension de 5/4 de leg. de N. á S. y 3/4 de E. á O. El terreno es de mediana calidad; le baña un arroyo llamado Mala-erreca, que nace en el cas. de Babaza y desemboca en el r. Araxes. Los caminos dirigen á los pueblos limítrofes y estan en regular estado. La correspondencia se recib en Tolosa. prod.: maiz, trigo y castaña. ind.: un molino harinero y una tejería. Tiene mucho comercio de yeso, y se surten de este l. todos los comarcanos. pobl.: 35 vec., 180 alm. riqueza y contr.: (V. Tolosa, part. jud.)
(Madoz, 1847, p. 106)

En 1856 se instaló en el valle del Araxes, junto al barrio de Txarama, la Papelera del Araxes, una de las primeras industrias de la comarca. La papelera alteró notablemente las formas de vida en Txarama, aunque no trastocó en exceso el modo de vida rural del resto de Leaburu. El barrio de Txarama comenzó a crecer hasta convertir al actual municipio en binuclear.
El municipio fue escenario de algunos combates y bombardeos al comienzo de la guerra civil española, los sublevados, procedentes de Navarra tomaron posiciones en este municipio, que domina el valle del Oria a comienzos de agosto de 1936, donde fueron bombardeados por las fuerzas leales a la República que defendían Tolosa. Unos días más tarde, antes de mediados de mes los sublevados habían entrado ya en Tolosa, por lo que durante el resto de la guerra, Leaburu se encontró en la retaguardia.
En 1966 los municipios de Leaburu y Gaztelu se unieron para formar el municipio de Leaburu-Gaztelu, pero varias décadas más tarde (en 1995) estos dos municipios se volvieron a separar.
En los últimos años el municipio ha cambiado su nombre oficial por el del Leaburu-Txarama, para incidir en el carácter binuclear del municipio y en la identificación de los vecinos de Txarama con el mismo. Esta tramitación se encuentra actualmente en curso, así algunas administraciones como la Diputación Foral de Guipúzcoa utilizan ya la nueva denominación, mientras que otras como el Estado Central siguen utilizando la vieja de Leaburu.
Siendo una localidad pequeña no ha habido excesivas noticias que hayan trascendido el ámbito local o comarcal durante los últimos 50 años, siendo estas generalmente relacionadas con el llamado conflicto vasco.
- 23-nov-1968: la prensa nacional se hace eco de un suceso acaecido en Leaburu donde un ataque de animales (probablemente perros) acaba con un rebaño de más de 100 ovejas.
- 15-dic-1976: un atentado terrorista con bomba destroza el automóvil de un vecino de Leaburu-Gaztelu en su caserío de esta localidad.[3]
- 21-ene-1984: la Guardia Civil detiene a una vecina de Leaburu en una operación antiterrorista.[4]
- 5-abr-1999: una etapa de la Vuelta al País Vasco pasa por Leaburu.[5]
- 8-oct-2002: un vecino de la localidad es detenido por kale borroka[6]

Mención aparte merece un hecho acaecido el 14 de julio de 2001. Ese día Leaburu saltó a la primera plana de los informativos y de la prensa por el atentado mortal que cometió la organización terrorista ETA en este municipio. La víctima fue Mikel Uribe Aurkia, un mando de la Ertzaintza, natural del propio municipio, que fue acribillado a balazos en la plaza de Leaburu. El lunes siguiente, día 16, se celebró el funeral en la parroquia de Leaburu al que acudieron entre otras autoridades el lehendakari Juan José Ibarretxe o el ministro Jesús Posada. A raíz del atentado, Leaburu salió en cierto modo del anonimato, durante varios días se hicieron reportajes sobre la situación sociopolítica de esta localidad en los medios de comunicación españoles que incidieron en la idea de que la población de Leaburu, controlada políticamente por la izquierda abertzale, tenía miedo de expresar públicamente sus opiniones.

## Administración y política
| Periodo   | Nombre                          | Partido | Partido                        |
| --------- | ------------------------------- | ------- | ------------------------------ |
| 1995-1999 | José Cruz Goñi Lizarza          |         | Herri Batasuna (HB)            |
| 1999-2003 | José Cruz Goñi Lizarza          |         | Euskal Herritarrok (EH)        |
| 2003-2007 | José Cruz Goñi Lizarza          |         | Comisión gestora               |
| 2007-2011 | Mari Kruz Agirre                |         | Bide Berriak (BB)              |
| 2011-2015 | María Luisa Uzcudun Echenagusia |         | Bildu                          |
| 2015-2019 | María Luisa Uzkudun Etxenagusia |         | Euskal Herria Bildu (EH Bildu) |
| 2019-2023 | José Ramón Eizagirre Sorondo    |         | Euskal Herria Bildu (EH Bildu) |

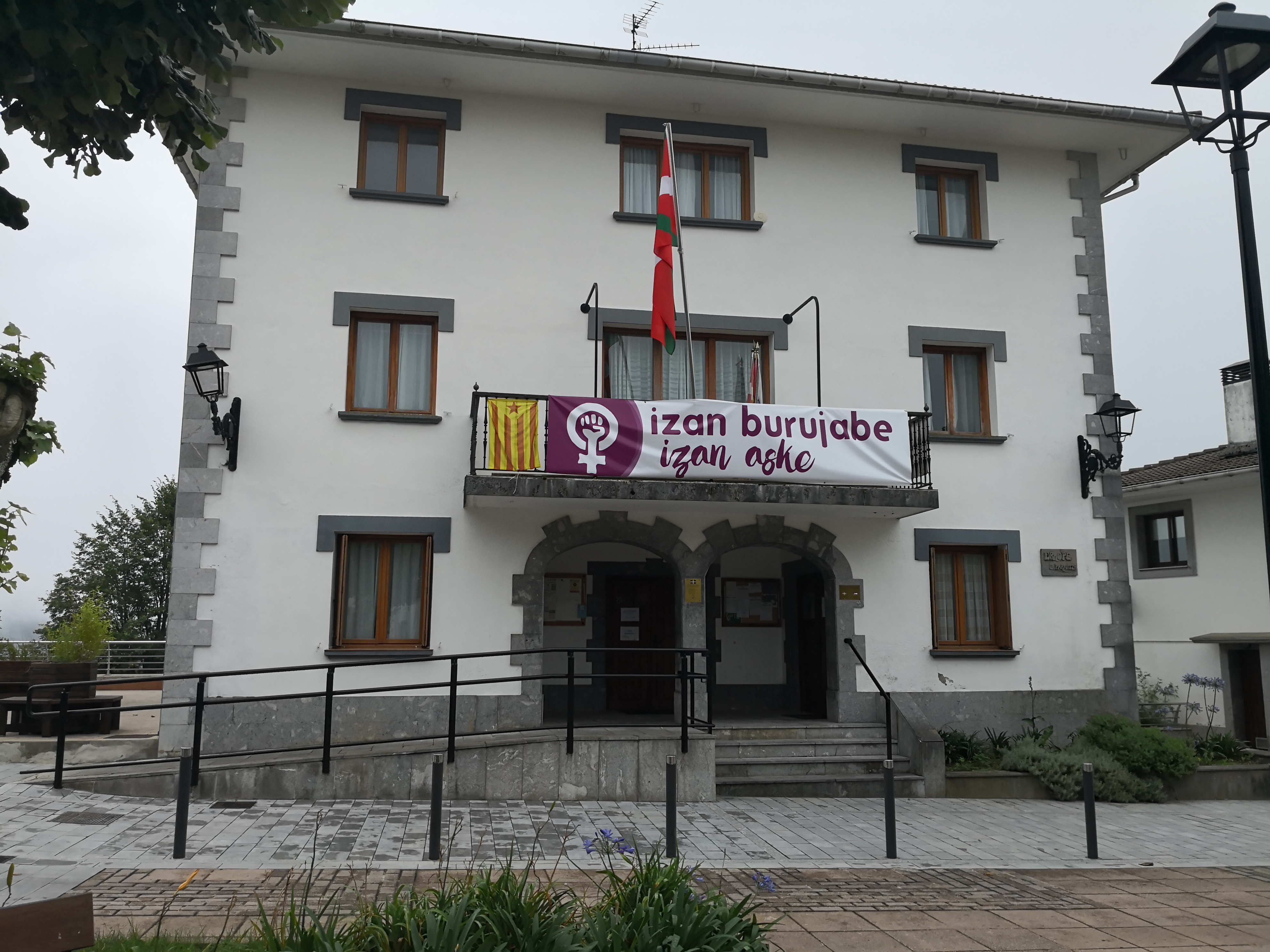
Ayuntamiento de Leaburu

Desde que en 1995 el municipio de Leaburu recuperara su independencia y se separara de Gaztelu, sólo ha conocido un único alcalde, José Cruz Goñi. En 2003 la candidatura de Goñi no pudo presentarse al ser considerada como continuadora del partido ilegalizado Batasuna. A pesar de ello cosechó más votos que todas las otras candidaturas, votos que sin embargo se consideraron legalmente como nulos. Sin embargo la lista vencedora, de la coalición PNV-EA renunció a tomar posesión de la alcaldía; por lo que el antiguo alcalde siguió en posesión del cargo como alcalde en funciones hasta las elecciones municipales del 2007..
En las pasadas elecciones municipales de 2007, dos candidaturas se presentaron al municipio. Los independientes, "Bide Berriak" y el Partido Popular. Nuevamente, la candidatura independiente logró ser vencedora con 118 votos, y logrando los 7 escaños de la alcaldía, mientras que el Partido Popular no logró ni un escaño, debido a que no cosechó ni un solo voto. La candidatura ilegalizada de ANV solicitó el voto nulo, el cual ascendió a 132 papeletas.
| Partido político                                                                    | 2015  | 2015       | 2011  | 2011       | 2007  | 2007       | 2003        | 2003        | 1999  | 1999       | 1995  | 1995       |
| Partido político                                                                    | %     | Concejales | %     | Concejales | %     | Concejales | %           | Concejales  | %     | Concejales | %     | Concejales |
| Euskal Herria Bildu (EH Bildu)-Bildu                                                | 51,66 | 4          | 54,80 | 4          | —     | —          | —           | —           | —     | —          | —     | —          |
| Bide Berriak (BB)                                                                   | 44,55 | 3          | 44,00 | 3          | 97,52 | 7          | —           | —           | —     | —          | —     | —          |
| Partido Popular del País Vasco (PP)                                                 | —     | —          | 0,00  | 0          | 0,00  | 0          | 6,09        | 0           | —     | —          | —     | —          |
| Euzko Alderdi Jeltzalea-Partido Nacionalista Vasco (EAJ-PNV)-Eusko Alkartasuna (EA) | —     | —          | —     | —          | —     | —          | 85,06       | 7           | —     | —          | —     | —          |
| Euskal Herritarrok (EH)-Herri Batasuna (HB)                                         | —     | —          | —     | —          | —     | —          | Ilegalizado | Ilegalizado | 93,69 | 7          | 91,01 | 7          |

## Demografía
| Gráfica de evolución demográfica de Leaburu entre 1842 y 1960 |
| |
| Población de derecho según los censos de población del INE Población de hecho según los censos de población del INEEntre el censo de 1970 y el anterior, este municipio desaparece porque se agrupa en el municipio Leaburu Gaztelu |

Leaburu cuenta con una población de 389 habitantes (INE 2024).
| Gráfica de evolución demográfica de Leaburu entre 1970 y 2021 |
| |
| Población de derecho según los censos de población del INE Población de hecho según los censos de población del INEEntre el censo de 1991 y el anterior, disminuye el término del municipio porque independiza a Gaztelu Entre el censo de 1970 y el anterior, aparece este municipio porque se fusionan los municipios Leaburu y Gaztelu |

| 1900 | 1910 | 1920 | 1930 | 1940 | 1950 | 1960 | 1970 | 1981 | 1991 | 2000 | 2005 |
| ---- | ---- | ---- | ---- | ---- | ---- | ---- | ---- | ---- | ---- | ---- | ---- |
| 351  | 429  | 439  | 482  | 519  | 567  | 640  | 846  | 725  | 567  | 350  | 364  |

Los datos de 1970, 1981 y 1991 son del municipio de Leaburu-Gaztelu formado por la unión de Leaburu y Gaztelu.

## Cultura

### Patrimonio
- Ermita de San Sebastián
- Caserío Ubillots

### Deporte
En Charama el deporte más peculiar es la pesca ya que hay muchos pescadores. En Charama se realiza la pesca en el río Araxes que pasa por todo Charama por lo que en temporada de pesca se puede ver mucho pescador. Aquí se realizan muchos campeonatos de pesca durante la temporada.

### Fiestas
Las fiestas de Leaburu se celebran el 29 de junio, por San Pedro.

## Personas destacadas
En Leaburu nació el aizkolari Anjel Arrospide.